# جان نورتون (ورزشکار)
جان نورتون (انگلیسی: John Norton; ۱۶ آوریل ۱۸۹۳ – ۲۸ دسامبر ۱۹۷۹) ورزشکار دو و میدانی اهل ایالات متحده آمریکا بود.